# 狭壳柱孢属
狭壳柱孢属（学名：Stenocarpella）是间座壳科下的一个属。

## 下属物种
本属包括以下物种：
- 大孢狭壳柱孢 Stenocarpella macrospora (Earle) B.Sutton
- 玉米狭壳柱孢 Stenocarpella maydis (Berk.) B.Sutton